# Ignace Kennis
Ignace Kennis (Mechelen, 1888 - 1973) was een Belgisch schilder.
Hij genoot zijn opleiding aan de Koninklijke Academie voor Beeldende Kunsten van Mechelen o.l.v. Jan Willem Rosier en aan de School voor Schone Kunsten te South Kensington/Engeland. Hij had een voorkeur voor onder andere interieurs, landschappen, godsdienstige en Bijbelse taferelen, karaktervolle portretten.